# Kaona (Kučevo)
Pour les articles homonymes, voir Kaona.
Kaona (en serbe cyrillique : Каона) est un village de Serbie situé dans la municipalité de Kučevo, district de Braničevo. Au recensement de 2011, il comptait 589 habitants.

## Démographie

### Évolution historique de la population
| 1948  | 1953  | 1961  | 1971  | 1981  | 1991 | 2002 | 2011 |
| ----- | ----- | ----- | ----- | ----- | ---- | ---- | ---- |
| 1 153 | 1 204 | 1 170 | 1 101 | 1 042 | 937  | 712  | 589  |

|  |